# Canjes de prisioneros árabo-bizantinos
Durante el curso de las guerras árabo-bizantinas, los intercambios de prisioneros de guerra se convirtieron en una característica habitual de las relaciones entre el Imperio bizantino y el Califato abasí. Los intercambios comenzaron a finales del siglo viii y continuaron hasta finales del siglo x. La mayoría de ellos tuvieron lugar en el río Lamos en Cilicia, en la frontera entre las dos potencias.

## Antecedentes
Siglos de guerra entre el Imperio bizantino y el Califato árabe habían llevado a un grado de comprensión y respeto mutuo, evidenciado por un patrón regular de intercambio diplomático y cultural entre las dos potencias. Esto se ejemplifica en los protocolos para las recepciones imperiales en la corte bizantina, donde a los "musulmanes orientales" se les otorga el primer lugar inmediatamente después de cualquier funcionario eclesiástico, incluidos los correligionarios búlgaros y francos. También hubo un trato humano de los prisioneros de guerra por parte de ambos bandos; en el lado bizantino, aunque los prisioneros árabes solían desfilar en procesiones triunfales, por lo demás, en general eran bien tratados. Las figuras principales que eran prisioneros de estado a menudo eran invitados de honor durante la duración de su cautiverio, siendo invitados regularmente a asistir a carreras en el Hipódromo o banquetes imperiales en el Gran Palacio; a menudo se les daban regalos como parte de las ceremonias imperiales. Sin embargo, los soldados rasos solían ser vendidos como esclavos o mantenidos en prisión hasta ser rescatados o intercambiados. La mayoría fueron empleados como mano de obra, aunque algunos que podrían ser inducidos a convertirse al cristianismo recibieron tierras para establecerse. De lo contrario, disfrutaban de la libertad de adorar en sus propias mezquitas. Al-Muqaddasi señaló que, aunque los cautivos árabes fueron obligados a trabajar como esclavos, podían ganar dinero, y que los bizantinos "no obligan a ninguno de ellos a comer carne de cerdo, y no les cortan la nariz ni la lengua".
Ambos bandos también se involucraron en intercambios regulares de prisioneros (en griego: ἀλλάγια, romanizado: allagia; en árabe: fidāʾ‎), que tuvo lugar en el río Lamos (actual Limonlu Çayı) en Cilicia, en la frontera entre Bizancio y el Califato. Se arregló una tregua de antemano, y ambas partes se encontraron en el río. El intercambio se hizo hombre por hombre, como ilustra Al-Tabari en su informe del intercambio de 845: "Se construyeron dos puentes sobre el río, uno para los prisioneros de cada lado. Cada lado liberó a un prisionero, que cruzó el puente hacia sus correligionarios, simultáneamente con su contraparte. Después del intercambio se completó, los prisioneros sobrantes fueron rescatados por dinero o intercambiados por esclavos".

## Canjes de prisioneros
| Año                  | Detalles |
| -------------------- | --- |
| 769                  | Mencionado solo por Teófanes el Confesor. |
| 797                  | Mencionado solo por Al-Masudi. |
| 805                  | Mencionado por al-Mas'udi y Al-Tabari. Fue el primero que tuvo lugar en el Lamos, y fue supervisado por el eunuco cortesano Abu Sulayman Faraj. Duró 12 días y se canjearon 3700 prisioneros. |
| 808                  | Mencionado por al-Mas'udi y al-Tabari como el " fidāʾ Thābit ibn Naṣr ", en honor al hombre que lo supervisó en el lado árabe. Duró 7 días y se canjearon 2500 prisioneros. |
| 810                  | Mencionado solo por al-Mas'udi. |
| 816                  | Mencionado solo por al-Mas'udi. |
| Set. 845             | Mencionado por varias fuentes musulmanas (" fidāʾ Khāqān "), según el cual los bizantinos tenían muchos más prisioneros que los musulmanes, lo que obligó al califa Al-Wáthiq a cubrir el saldo comprando esclavos en los mercados de Bagdad y Al Raqa, e incluso liberando esclavos. mujeres de su propia casa. Los prisioneros musulmanes fueron interrogados por un emisario del jefe cadí, Ahmad ibn Abi Du'ad, sobre su opinión sobre la creación coránica, permitiendo que solo se intercambiaran aquellos que la apoyaban. El intercambio duró 10 días. Al-Tabari registra que los musulmanes recuperaron 4.600 prisioneros, de los cuales 600 mujeres y 500 dhimmis, mientras que Ali ibn al-Athir da los números respectivos como 4460 800 y 100.                                 |
| 23 de febrero de 856 | El " fidāʾ Shunayf " de las fuentes musulmanas, duraba 7 días. Al-Tabari informa que, en total, los bizantinos tenían 20 000 prisioneros musulmanes y que la emperatriz regente Teodora envió a un enviado, Jorge, hijo de Ciriaco, para organizar el intercambio. El califa Al-Mutawákkil, a su vez, envió a Nasr ibn al-Azhar ibn Faraj para evaluar el número de prisioneros musulmanes. Se arregló una tregua desde el 19 de noviembre de 855 hasta el 5 de marzo de 856. La delegación abasí estuvo encabezada por Shunayf al-Khadim, y se le unieron el jefe qadi, Ja'far ibn Abd al-Wahid, y varios líderes bagdadíes. Según al-Tabari, los musulmanes recuperaron 785 hombres y 125 mujeres. Al-Mas'udi, por otro lado, da la cifra de 2.200 hombres o 2.000 hombres y 100 mujeres |
| Abr./My. 860         | El " fidāʾ Naṣr ibn al-Azhar waʿ Alī ibn Yaḥyā". Según al-Tabari, el emperador Miguel III envió a un anciano emisario llamado Trifilio con 77 prisioneros musulmanes a al-Mutawakkil, siendo presentado ante el califa el 31 de mayo de 859. Nasr ibn al-Azhar ibn Faraj fue enviado para acompañar al enviado bizantino de regreso a Constantinopla, pero el intercambio se retrasó hasta la primavera siguiente, después de que la guarnición bizantina de la fortaleza fronteriza de Loulon se rebelara y se pasara a los abasíes. Según al-Tabari y al-Mas'udi, en 7 días se intercambiaron 2367 prisioneros musulmanes, tanto hombres como mujeres. |
| 861/2                | Mencionado solo por al-Mas'udi. |
| 867                  | Mencionado solo por al-Mas'udi. |
| 872                  | Mencionado solo por al-Mas'udi. |
| Set./Oct. 896        | El "fidāʾIbn Ṭughān". Según al-Tabari y Sibt ibn al-Jawzi, los musulmanes recuperaron 2.504 prisioneros, hombres, mujeres y niños, durante 10 días, mientras que Mas'udi da un total de 2495 prisioneros o 3000 hombres. |
| Set. 905             | Supervisado por Rustam ibn Baradu, el intercambio se interrumpió después de que se intercambiaron 1154 o 1155 prisioneros musulmanes, según al-Mas'udi, porque los bizantinos incumplieron los términos acordados. Por lo tanto, conocido como el "rescate de la traición" (fidāʾ al-ghadr) en las fuentes árabes. |
| Julio de 908         | Después de una misión diplomática de dos años del enviado bizantino León Querosfactes, el intercambio se reanudó en 908, por lo que se denominó "rescate de finalización" (fidāʾ al-tamām). Nuevamente bajo la supervisión de Rustam ibn Baradu, los musulmanes recuperaron 2842 prisioneros más según al-Mas'udi (al-Tabari da "alrededor de 3000"). |
| Set./Oct. 917        | El intercambio ("fidāʾ Muʾnis") fue precedido por una embajada bizantina bajo el mando de Juan Radeno en Bagdad. Se intercambiaron 5500 prisioneros según Ibn al-Jawzi, 3336 en 8 días según al-Mas'udi. |
| Set./Oct. 925        | El "fidāʾ Mufliḥ". Según al-Mas'udi, se intercambiaron 3983 musulmanes durante 19 días, mientras que Al-Maqrizi da 3933. |
| Oct. 938             | El "fidāʾ Ibn Warqāʾ". Las negociaciones del lado musulmán estuvieron a cargo del gobernante autónomo de Egipto, Al-Ikhshid. Se intercambiaron más de 6300 personas durante 16 días, pero los bizantinos todavía tenían 800 prisioneros más que los musulmanes, y la tregua se extendió por seis meses para permitir que los cautivos restantes fueran rescatados por dinero en lotes más pequeños. |
| Oct. 946             | El último intercambio que tendrá lugar en el Lamos. Se intercambiaron 2482 prisioneros, hombres y mujeres, y los 230 prisioneros musulmanes restantes retenidos por los bizantinos fueron rescatados con 80 000 dinares de oro, pagados en parte por el emir hamdánida de Alepo, Sayf al-Dawla, y en parte por los ijshídidas. El intercambio fue supervisado por Nasr al-Thamali en nombre de Sayf al-Dawla, por lo que el intercambio también se conoce como "fidāʾ Ibn Ḥamdān". |
| 953                  | Pequeño intercambio que tuvo lugar en Alejandría, en el que participaron 60 prisioneros musulmanes. |
| 954                  | Los bizantinos enviaron una embajada a Sayf al-Dawla para negociar un intercambio de prisioneros. |
| 966                  | El intercambio tuvo lugar el 23 de junio entre Sayf al-Dawla y el emperador Nicéforo II Focas en Samosata, tras la conquista bizantina de Cilicia bajo Focas en los años anteriores. Los bizantinos tenían más de 3000 prisioneros, que Sayf al-Dawla prometió rescatar en 270 dinares cada uno. Sin embargo, se quedó sin dinero después de pagar 240 000 dinares y se vio obligado a rescatar el resto entregando una valiosa coraza y un rehén de los grandes de su corte. Entre los prisioneros intercambiados estaba el primo de Sayf al-Dawla y el célebre poeta Abu Firas. |
| 969                  | El intercambio tuvo lugar entre los bizantinos y el Califato fatimí, después de que ambas potencias se hubieran repartido Siria entre ellas. |

Lo que es notable en los números reportados para los intercambios, según Arnold J. Toynbee, es que incluso en 845, antes de que los bizantinos ganaran la batalla de Lalakaon (863), tenían más prisioneros que los árabes, a pesar de la captura y deportación masiva de súbditos bizantinos en eventos como el saqueo de Amorio en 838. Según Toynbee, esto atestigua la eficiencia de la estrategia militar bizantina de "perseguir y abalanzarse" sobre los ejércitos musulmanes que asaltaron Asia Menor. [21]